# Ana Copado
Ana María Copado Amorós (* 31. März 1980 in Terrassa) ist eine ehemalige spanische Wasserballspielerin.

## Sportliche Karriere
Die 1,80 Meter große Torhüterin begann beim Club Natació Rubí, spielte von 2004 bis 2008 in Barcelona beim Club Esportiu Mediterrani, von 2008 bis 2010 beim Club Natació Montjuïc, von 2010 bis 2013 beim Club Natació Sant Andreu und ab 2013 bis zum Karriereende bei Club Natació Terrassa.
Mit der spanischen Nationalmannschaft belegte sie den elften Platz bei der Weltmeisterschaft 2005. Bei der Weltmeisterschaft 2011 wurden die Spanierinnen ebenfalls Elfte. 2012 bei den Olympischen Spielen in London gewannen die Spanierinnen die Silbermedaille hinter der Mannschaft aus den Vereinigten Staaten. Die Stammtorhüterin Laura Ester spielte durch, Ana Copado erhielt keine Einsatzzeit. Ab 2013 war dann Patricia Herrera zweite Torhüterin hinter Laura Ester.